# Георг Зауервайн
Георг Зауервайн, використовуються також інші варіанти — Юро Зуровін, Юргіс Зауервяйнас (псевдонім — Гіренас) (нім. Georg Sauerwein, в.-луж. Juro Surowin в.-луж. Juro Surowin, лит. Jurgis Zauerveinas, Girėnas, 25 січня 1831, Ганновер, Німеччина — 16 грудня 1904, Осло, Норвегія) — німецький філософ, поліглот, культурний і громадський діяч, перекладач, публіцист і поет.

## Біографія
Народився 25 січня 1831 року у сім'ї лютеранського священика сорбського (серболужицького) походження. З 1841 навчався в середній школі в Гронау, де його батько був настоятелем місцевого лютеранського приходу. Вивчав лінгвістику та філософію в Геттінгенському університеті. Вивчав також фізику, хімію та ботаніку. Через три роки перервав своє навчання та переїхав до Великої Британії, де почав займатися вивченням мов. 1855 року у віці 24 років опублікував англо-турецький словник. З 1857 був приватним учителем княгині, майбутньої письменниці та королеви Румунії Елизавети фон Нойвід. З 1856 по 1896 працював добровольцем-перекладачем у Британському біблійному товаристві. Займався перекладом Біблії різними мовами та діалектами. У 1873 році отримав науковий ступінь доктора філософії в Геттінгенському університеті. З 1874 проживав у Норвегії, де займався популяризацією норвезької мови. У 1885 році видав збірку віршів норвезькою мовою «Frie Viso ifraa Vigguin» (Вільні пісні з гір).
Писав 30 мовами, розмовляв 62 мовами, різною мірою знав близько 200 мов та діалектів. Виступав на захист національних та культурних прав вірмен, поляків, болгар, фінів та лужичан. У 1877 році написав верхньолужицькою мовою збірку віршів «Serbske stucki».
У 1875 році проживав у Мемелі, де вивчав литовську мову. Разом із литовськими громадськими діячами виступав за права литовської мови у Східній Пруссії. Заснував у Тільзіті Литовське літературне товариство (Lietuvių literatūros draugija), членами якого стали відомі європейські лінгвісти, зокрема Адальберт Беценбергер, Філіп Фортунатов, Едуардас Гізявіюс, Ян Карлович, Іван Бодуен де Куртене та Георг Нессель. Написав литовською мовою пісню «Lietuviais esame mes gime» (Литовцями ми народилися), яка стала у Східній Пруссії гімном місцевих литовців. У 1883 році переклав литовською уривок з «Гамлета». У 1879 та 1881 роках брав участь на виборах у депутати Прусського ландтагу як представник литовської національної меншини. В 1898 намагався стати депутатом від округу Тільзит-Рагніт.
Був членом Європейського союзу пацифістів. У 1898 році опублікував збірку віршів на пацифістські теми німецькою та французькою мовами.
Помер 16 грудня 1904 року в Осло. Був похований на цвинтарі Ледер у місті Гронау.

## Твори
- A Pocket Dictionary of the English та Turkish Languages . Williams & Norgate, London 1855
- Serbske stucki . Monse, Budyšin 1877
- Spreewälder Kaiserlied, welches die Jungfrauen-Deputation aus dem Spreewalde Ihrer Majestät der Kaiserin від Німеччини та die Königin vom Preussen und Seiner Kaiserlichen Hoheit dem Kronprinzen des Deutschen Reiches в Берліні . Schmaler, Bautzen 1878
- Welgi zescźonemu a lubemu Kněsoju Janoju Postoju … на Jogo redny 50letny Sswěźeń . Schischeź Ssmoleréjz knigłyschischeźaŕńe, Budyschyŕe 1884
- Frie Viso ifraa Vigguin sungje i Nørdre-Gudbrandsdalsk Dølamaal . Cammermeyer, Kristiania 1885
- Die Littauische Frage einiger Zeitungen mit einer deutschen und littauischen Antwort . Voska, Tilsit 1888
- Le Livre des Salutations adressées aux Nations Orientales et Occidentales composé pour le VIIIième Congrès des Orientalistes qui se réunira à Stockholm en 1889 . Drugulin, Leipzig 1888
- Au dernier Moment. Postscriptum du Livre des Salutations adressé au Congrès des Orientalistes . Drugulin, Leipzig 1889
- West-östliches Stammbuch. Zu Mirza Schaffy's siebzigstem Geburtstage 22. April 1889 . Drugulin, Leipzig 1889
- Immanuel Kant und Ludwig Windthorst in Bezug auf angemessene Behandlung und angemessenen Unterricht інструменти fremdsprachigen Volks und die schulseitige Bekämpfung des Socialismus . Tønsbergs Bogtrykkeri, Christiania 1891
- Ueber einige Verirrungen und Missgriffe neuester Cultur. Ein Hülferuf zu Gunsten vieler armen Kinder und Eltern an die große deutsche Nation . Mauderode, Christiania, Omtvedt und Tilsit 1891
- Grenzwächters Sonette über Reden und Schweigen . [Ohne Verlag], [Ohne Ort] 1893
- Im Tode das Leben. Gedicht aus dem Trauermonat März 1864 . [Ohne Verlag], [Ohne Ort] 1894
- Ueber littauisches Volksthum und littauische Volkstracht. Culturgeschichtliches Gespräch zwischen den Herren Germanus und Lithuanus, veranlaßt durch die Minzloff'schen Littauer-Photographien und zur Erläuterung derselben . Mauderode, Tilsit 1894
- Drei patriotische Reden aus dem schönen Jahre 1871, gehalten an Kaisers Geburtstag, am Friedensfest und beim Einzug der Krieger zu Gronau ad Leine . Gerstenberg, Hildesheim 1896
- Skyrimo Draugystės Vyriausybė. Mielieji skyrėjai lietuvininkai . [Ohne Verlag], Tilsit 1898
- Від Árya to Eire, від Manu to Man. The Queen Victoria Birth-Day Polyglot Peace Album. The Nations' Undiplomatic Concert of Languages. Polyglot Peace Album in Memory of the 80th Birth-Day of Her Majesty Queen Victoria Empress of India Jaitrigrantha . Drugulin, Leipzig 1899
- Sprogstudier og skaldskab і fredssagens tjeneste . (Foredrag af dr. G. Sauerwein i fredsforeningen paa Nobeldagen.) Cammermeyer, Christiania 1903
- Laetare. Congratulation to Kymdeithas на заколоті її першої 1000 років as being also the most genuine missionary society, the most promising peace society і greatest linguist in the world by Pacificus . Aktie-Trykkeriet, Kristiania 1904